# An Pierlé
 (décembre 2019).
Si vous disposez d'ouvrages ou d'articles de référence ou si vous connaissez des sites web de qualité traitant du thème abordé ici, merci de compléter l'article en donnant les références utiles à sa vérifiabilité et en les liant à la section « Notes et références ».
 (décembre 2019).
An Pierlé, née An Miel Mia Pierlé, est une chanteuse belge née le 13 décembre 1974 à Deurne, près d'Anvers.

## Biographie

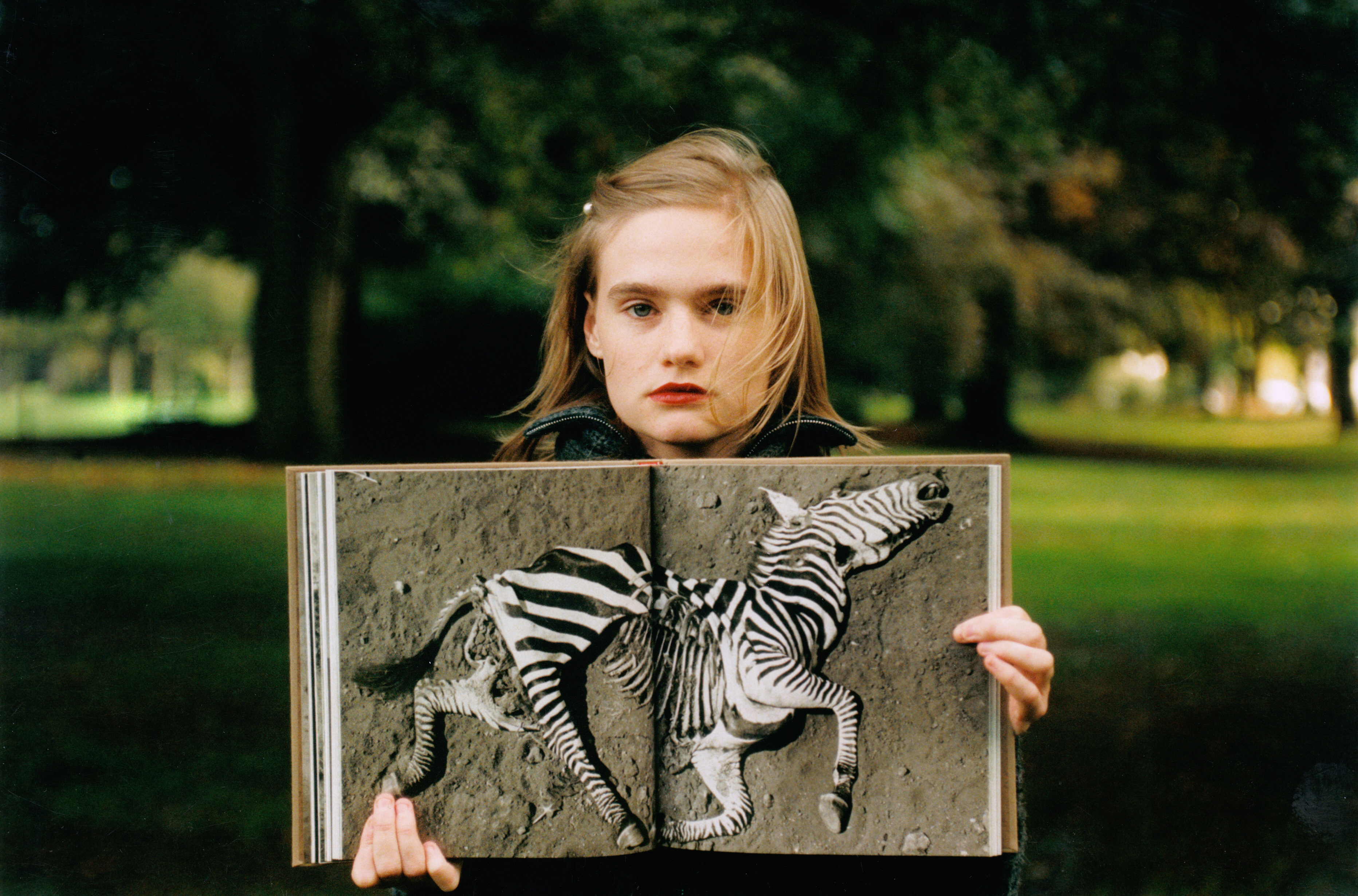
An Pierlé

Elle joua dans la série télévisée Moeder waarom leven wij, d'après le roman de Lode Zielens.
Avec la reprise de la chanson de Gary Numan, Are friends electric, elle participe avec succès au Humo's Rock Rally de 1996. Ce titre se retrouve sur plusieurs disques :
- Humo's Rockrally '96 (Double T Music, 1996)
- Big In Belgium (Double T Music, 1996)
- Rockgarden (De Standaard, 1996)
- Random (a Gary Numan tribute, Beggar's Banquet, 1997 )

Participation au titre Broken sur l'album We Need New Animals du groupe DAAU.
An Pierlé se fera remarquer en France grâce à la reprise de Jacques Dutronc, Il est 5 heures, Paris s'éveille qu'elle interprètera avec succès sur le plateau de l'émission 20 h 10 pétantes sur Canal+.
En 2015, elle signe la bande originale du film Le Tout Nouveau Testament, du réalisateur belge Jaco van Dormael. Le 7 février 2016, elle est récompensée de la Magritte de la meilleure musique originale pour cet album lors de la sixième édition des prix du cinéma belge.

## Discographie

### Singles
- 1999 : Mud Stories
- 2000 : Tower
- 2002 : As Sudden Tears Fall
- 2003 : Sing Song Sally
- 2003 : Sorry
- 2006 : How Does It Feel
- 2006 : Jupiter
- 2007 : It's Got to Be Me
- 2007 : I Love You
- 2007 : Tenderness
- 2008 : Mary's Had a Baby
- 2010 : Little by Little
- 2010 : Broke My Bones
- 2011 : Where Did It Come From?
- 2011 : Hide & Seek
- 2012 : Such a Shame
- 2013 : Strange Days
- 2013 : This Burning
- 2013 : Look at Me Now
- 2013 : The Cold Song

## Reprises
An Pierlé a repris de nombreuses chansons, notamment lors de ses passages dans l'émission Le Fou du roi.
- Il est cinq heures, Paris s'éveille (Jacques Dutronc)
- The Logical Song (Supertramp)
- C'est comme ça (Les Rita Mitsouko)
- Days of Pearly Spencer (David McWilliams)
- Try a little tenderness (Otis Redding)
- Tandem (Vanessa Paradis)
- Such a Shame (Talk Talk)
- The cold song ( Purcell, Klaus Nomi entr'autres)